# Thurning (Northamptonshire)
Thurning – wieś w Anglii, w hrabstwie Northamptonshire, w dystrykcie (unitary authority) North Northamptonshire. Leży 40 km na północny wschód od miasta Northampton i 105 km na północ od Londynu. Miejscowość liczy 93 mieszkańców.